# Ndack Guèye
Ndack Guèye (Kaolack, 7 ottobre 1973) è un'ex cestista senegalese.

## Carriera
Con il Senegal ha disputato i Campionati mondial del 1998.